# Philodendron rimachii
Philodendron rimachii är en kallaväxtart som beskrevs av Thomas Bernard Croat. Philodendron rimachii ingår i släktet Philodendron och familjen kallaväxter.
Artens utbredningsområde är Peru. Inga underarter finns listade.